# Kenessey Mária
Kenessey Mária (Budapest, 1946. április 1. –) magyar turkológus, nyelvész.

## Életpályája
Alapfokú tanulmányait az újpesti Atilla utcai iskolában szerezte, ahol 5. osztály után oroszul tanult. Az általános iskola 8. osztályának elvégzése után az Eötvös Loránd Tudományegyetem mellett működő orosz nyelv és irodalom szakos gimnáziumban folytatta tanulmányait. A gimnáziumban, ahol az orosz nyelvű osztályok érvényesültek a tantervben, orosz nyelven keresztül kezdett megismerkedni az azerbajdzsáni irodalommal. 1964–1970 között az Azerbajdzsáni Állami Egyetem hallgatója volt Bakuban. Itt Alovsat Abdullajev, Farhad Zeynalov, Agamusa Akhundov, Musa Adilov, Yusif Seyidov, Bakhtiyar Vahabzade, Abbas Zamanov, Akram Jafar, Firudin Huszeynov, Jalal Ab. tanította. 1970-ben a 20. század egyik leghíresebb költője, prof. Bahtiyar Vahabzade tudományos vezetésével megírta és megvédte diplomamunkáját "Az azerbajdzsáni költészet antológiája" címmel. Ugyanebben az évben az egyetem tanárai emelt szintű nyelvész-irodalmi oklevelet adtak át neki. 5 év azerbajdzsáni felsőoktatás után a budapesti Eötvös Loránd Tudományegyetem turkológia szakán kezdett dolgozni, ahol egykor tanult. Először az azerbajdzsáni nyelvet és irodalmat, később a török nyelvet tanította, és tudományos kutatással foglalkozott. 1976-ban Georg Hazainin akadémikus, nagy turkológus vezetésével megvédte disszertációját "Franco-Maria Maggo török nyelvtana (XVII. század)" címmel, és filológiából doktorált. 2009-ig az Eötvös Loránd Tudományegyetemen folytatta munkáját. 1979–2009 között az egyetem állami nyelvvizsgabizottságának tagja volt. Emellett tiszteletbeli tagja a Török-Magyar barátságnak, az Azerbajdzsán-Magyar baráti egyesületeknek, az Azerbajdzsáni Írószövetségnek. A tanítás mellett fordítással is foglalkozott, és számos verset fordított török nyelvről.

## Családja
Szülei: Kenessey Endre és Gyenes Ilona voltak. 1967-ben házasságot kötött Zumpalov Lukáccsal. Két lányuk született: Elica (1969) és Anita (1975).

## Művei
- Repülő csészealj (1977)
- Török társalgás (1985, 1988)
- Török nyelvtan és társalgás (1992)
- Azerbajdzsáni - magyar társalgás (2010)
- Válogatott novellák (2011)
- Beszéljünk azerbajdzsániul (2011)
- Anar válogatott művei (2015)
- Ebdürrehim bey Haqverdiyev válogatott művei (2015)

## Fordítás
- Ez a szócikk részben vagy egészben  a   Mariya Keneşi című azeri Wikipédia-szócikk ezen változatának fordításán alapul.  Az eredeti cikk szerkesztőit annak laptörténete sorolja fel. Ez a jelzés csupán a megfogalmazás eredetét és a szerzői jogokat jelzi, nem szolgál a cikkben szereplő információk forrásmegjelöléseként.